# OR51D1
OR51D1 (англ. Olfactory receptor family 51 subfamily D member 1) – білок, який кодується однойменним геном, розташованим у людей на короткому плечі 11-ї хромосоми. Довжина поліпептидного ланцюга білка становить 324 амінокислот, а молекулярна маса — 35 839.
| 10         |  | 20         |  | 30         |  | 40         |  | 50         |
| ---------- |  | ---------- |  | ---------- |  | ---------- |  | ---------- |
| MQKPQLLVPI |  | IATSNGNLVH |  | AAYFLLVGIP |  | GLGPTIHFWL |  | AFPLCFMYAL |
| ATLGNLTIVL |  | IIRVERRLHE |  | PMYLFLAMLS |  | TIDLVLSSIT |  | MPKMASLFLM |
| GIQEIEFNIC |  | LAQMFLIHAL |  | SAVESAVLLA |  | MAFDRFVAIC |  | HPLRHASVLT |
| GCTVAKIGLS |  | ALTRGFVFFF |  | PLPFILKWLS |  | YCQTHTVTHS |  | FCLHQDIMKL |
| SCTDTRVNVV |  | YGLFIILSVM |  | GVDSLFIGFS |  | YILILWAVLE |  | LSSRRAALKA |
| FNTCISHLCA |  | VLVFYVPLIG |  | LSVVHRLGGP |  | TSLLHVVMAN |  | TYLLLPPVVN |
| PLVYGAKTKE |  | ICSRVLCMFS |  | QGGK       |  |            |  |            |

A: Аланін

C: Цистеїн

D: Аспарагінова кислота

E: Глутамінова кислота

F: Фенілаланін

G: Гліцин

H: Гістидин

I: Ізолейцин

K: Лізин

L: Лейцин

M: Метіонін

N: Аспарагін

P: Пролін

Q: Глутамін

R: Аргінін

S: Серин

T: Треонін

V: Валін

W: Триптофан

Кодований геном білок за функціями належить до рецепторів, g-білокспряжених рецепторів, білків внутрішньоклітинного сигналінгу. 
Локалізований у клітинній мембрані.